# Petra Vermehren
Petra Vermehren, ursprünglich Wilhelmine Petra Vermehren, geb. Schwabroch (* 2. August 1893 in Lübeck; † 31. Oktober 1971 in Bonn) war eine deutsche Journalistin.

## Leben und Wirken
Petra Schwabroch war die Tochter des Stahl-Kaufmanns und Possehl-Teilhabers Konsul Johannes Schwabroch (1863–1945) und seiner Frau Friederike (1865–1952). Im August 1914 heiratete sie den Rechtsanwalt Kurt Vermehren. Das Paar hatte drei Kinder: Michael (1915–2010), Erich (1919–2005) und Isa (1918–2009).
Seit den 1930er Jahren lebte das Ehepaar getrennt. Petra Vermehren zog 1933 nach Berlin und arbeitete als Journalistin. Paul Leverkuehn verschaffte ihr eine Anstellung beim Berliner Tageblatt, wo sie die erste Frau in der außenpolitischen Redaktion wurde. Nach Ablegung des Schriftleiterexamens 1934 war sie in der Chefredaktion bei Paul Scheffer tätig. Ab September 1937 berichtete sie als Auslandskorrespondentin für die Balkanhalbinsel aus Athen, zunächst für das Tageblatt, dann nach dessen Schließung 1939 für den Deutschen Verlag und die Deutsche Allgemeine Zeitung. Mehrfach reiste sie nach Istanbul. In dieser Zeit erregte sie den Verdacht des britischen Geheimdiensts, eine Agentin der Abwehr zu sein. Ob dieser Verdacht, der sich auch in der Literatur niederschlägt, berechtigt war, ist durch mangelnde Veröffentlichung deutscher Quellen dazu derzeit nicht zu entscheiden.

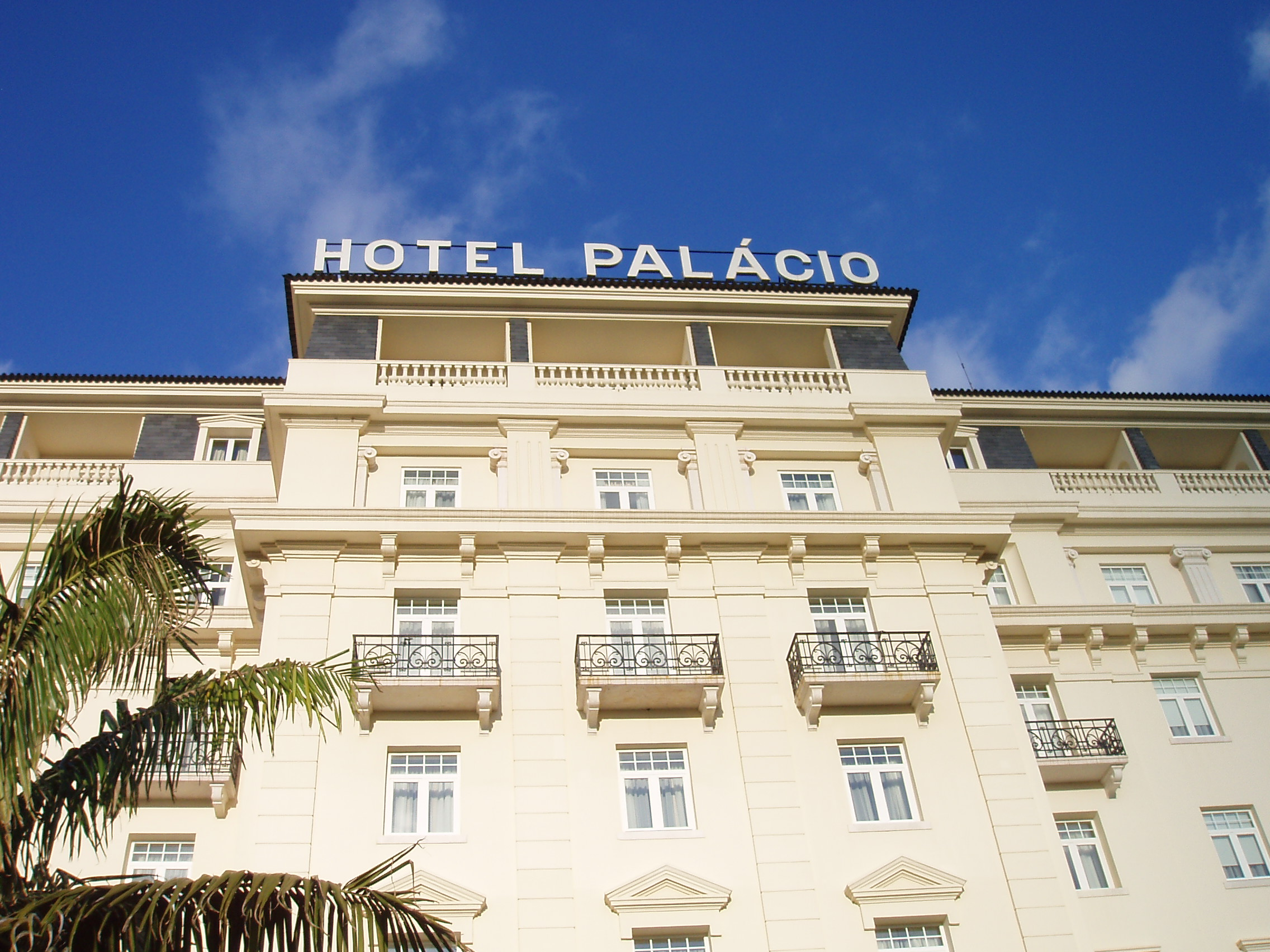
Das Hotel Palacio in Estoril

Ab Februar 1941 war sie Auslandskorrespondentin in Lissabon mit Wohnsitz im Hotel Palacio in Estoril. Beiträge von ihr erschienen auch in Das Reich. Nachdem ihr Sohn Erich Vermehren, der als Diplomat, aber eigentlich als Abwehr-Agent in Istanbul stationiert war, Anfang 1944 mit seiner Frau zu den Briten überlief, flog Petra Vermehren sofort nach Deutschland. Die Familie Vermehren wurde unter einem Vorwand nach Potsdam gelockt, wo sie zunächst in einem Hotel unter Hausarrest gestellt und dann im Zuge der „Sippenhaft“ interniert wurde. Kurt, Petra und Michael Vermehren wurden in das KZ Sachsenhausen eingeliefert, wo Petra Vermehren der einzige weibliche Häftling war. Isa Vermehren überlebte den Aufenthalt in den Konzentrationslagern Ravensbrück, Buchenwald und Dachau.
Am 15. April 1945 wurden Kurt, Petra und Michael Vermehren auf Weisung des Reichssicherheitshauptamtes aus dem KZ Sachsenhausen entlassen.

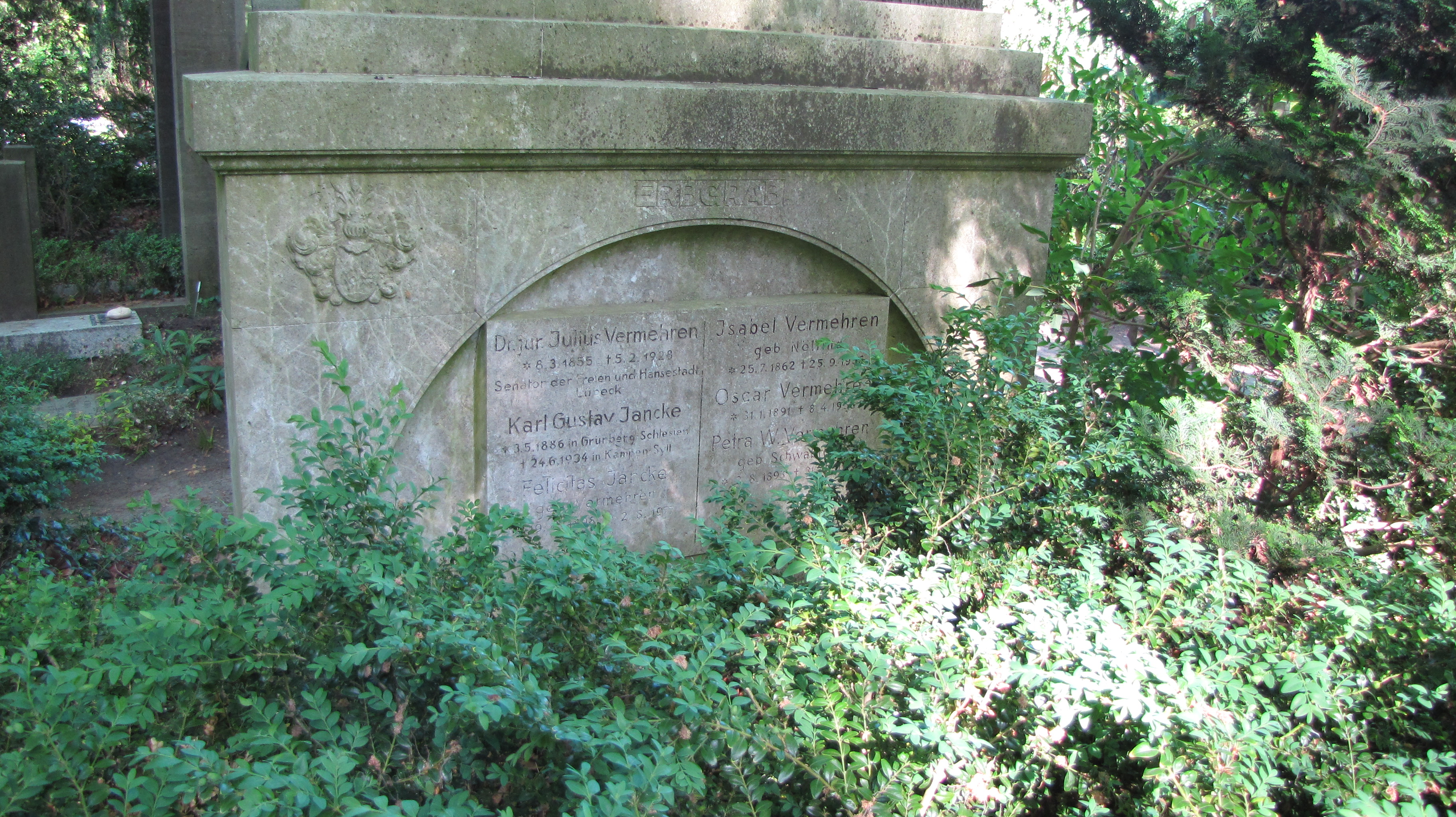
Grab Petra Vermehrens im Familiengrab auf dem Lübecker Burgtorfriedhof

Petra Vermehren ging nach Hamburg und wurde wieder journalistisch tätig. Für den NWDR schrieb sie Hörspiele. Sie wurde aktiv in der von Dorothy Thompson gegründeten World Organization of Mothers of all Nations (W.O.M.A.N.) und übernahm neben Vilma Mönckeberg-Kollmar eine führende Rolle in deren Hamburger Organisation. Ab 1948 betrieb sie eine eigene kleine Nachrichtenagentur. Seit dem ersten Kongress der Europa-Union 1949 war sie Mitglied deren Präsidiums. Von 1952 bis 1953 war sie Pressereferentin beim deutschen Generalkonsulat in San Francisco. Zuletzt lebte sie in Bonn.